# شبه الاستقرار في الدماغ
تشير نظرية شبه الاستقرار في مجال العلوم العصبية الحاسوبية إلى قدرة الدماغ البشري على مكاملة الأجزاء الوظيفية المختلفة بهدف إنتاج التذبذب العصبي بشكل تعاوني منسق، ما ينتج أساس النشاط الواعي.
يصف مبدأ شبه الاستقرار قدرة الدماغ على صنع المعنى من مختلف الإشارات البيئية العشوائية، ويُعرّف على أنه الحالة التي تخرج فيها الإشارات (مثل الموجات المتذبذبة) عن حالة توازنها الطبيعي مع استمرار هذه الحالة لفترة طويلة من الزمن. في السنوات الخمس والعشرين الأخيرة، عزز التقدم في وسائل نمذجة الحواسيب للنشاط الدماغي الاهتمام في شبه الاستقرار والإطار الأساسي للديناميكيات اللاخطية.

## نظريات شبه الاستقرار

### النشاط التذبذبي وديناميكيات التناسق
أصبح نموذج النظام التحريكي، الذي يمثل تواصل الشبكات المكونة من الأنظمة العصبية مع بعضها البعض بين مراحل مستقرة وغير مستقرة، نظرية شائعة في تأسيس فهم شبه الاستقرار. تشكل ديناميكيات التناسق أساس نموذج النظام التحريكي عبر وصفها الصيغ والنماذج الرياضية المتحكمة في ربط المنبهات البيئية مع مؤثراتها.

#### تاريخ ديناميكيات التناسق ونموذج هاكن-كلسو-بنز (إتش كيه بي)
يُعتبر النموذج المسمى «إتش كيه بي» أحد أقدم النظريات التي حظيت باحترام كبير لوصفها ديناميكيات التناسق في الدماغ. في هذا النموذج، يمكن وصف تشكيل الشبكات العصبية جزئيًا بالتنظيم الذاتي، إذ تتجمع العصبونات الفردية والأنظمة العصبونية الصغيرة وتعمل بتناسق من أجل التكيف مع المنبه المحلي أو الاستجابة له أو من أجل تقسيم العمل والتخصص الوظيفي.
في آخر 20 سنة، أصبح نموذج «إتش كيه بي» نظرية مقبولة على نطاق واسع لتفسير الحركات والسلوكيات المنسقة للعصبونات الفردية في الشبكات العصبية من بدايتها إلى نهايتها. وصف النموذج بشكل أصلي نظامًا باستطاعته وصف الانتقالات العفوية الملاحظة في حركات الأصابع كسلسة من الحركات داخل الطور وخارج الطور.
في تجارب نموذج «إتش كيه بي» في منتصف ثمانينات القرن العشرين، طُلب من الأشخاص المشاركين في التجربة تحريك إصبع واحد من كل يد في نموذجي اتجاهات: يُعرف النموذج الأول بخارج الطور، إذ يتحرك كلا الإصبعين في نفس الاتجاه ذهابًا وإيابًا (كما تتحرك ماسحات زجاج السيارات الأمامي)؛ أما الثاني فيُعرف بداخل الطور، إذ يلتقي الإصبعان معًا ويتحركان مبتعدين عن بعضهما من وإلى الخط المتوسط للجسم. من أجل توضيح ديناميكيات التناسق، طُلب من الأشخاص المشاركين تحريك أصابعهم خارج الطور بسرعة متزايدة حتى الوصول إلى أقصى سرعة ممكنة للحركة. مع اقتراب الحركة من سرعتها الحرجة، بدأت أصابع المشاركين في الانتقال من حركة خارج الطور (المشابهة لحركة ماسحات الزجاج الأمامي) إلى حركة داخل الطور (الحركة باتجاه الخط المتوسط).
ما يزال نموذج «إتش كيه بي»، الذي وُضح بواسطة العديد من وسائل الوصف الرياضية المعقدة، طريقة قوية لكن بسيطة نسبيًا في وصف الأنظمة المستقلة ظاهريًا التي تصل إلى حالة التزامن قبل حالة التنظيم الذاتي الحرجة.

#### تطور ديناميكيات التناسق المعرفية
في السنوات العشر الأخيرة، جرى العمل على التوفيق ما بين نموذج «إتش كيه بي» والنماذج الرياضية المتقدمة والحسابات المعتمدة على الحاسوب الفائق من أجل ربط ديناميكيات التناسق الأولية بعمليات الترتيب الأعلى مثل التعلم والذاكرة.
ما يزال «إي إي جي» التقليدي مفيدًا في اختبار التناسق بين أجزاء الدماغ المختلفة. يُعد نشاط موجة جاما 40 هرتز مثالًا بارزًا لقدرة الدماغ على النمذجة ديناميكيًا، ومثالًا شائعًا لديناميكيات التناسق. خلصت الدراسة المستمرة لهذه التذبذبات وغيرها إلى استنتاج مهم: يؤدي تحليل الموجات مع اعتبار وجود مرحلة إشارة مشتركة بينها لكن بمطال مختلف إلى احتمالية خدمة هذه الإشارات المختلفة لوظيفة تآزرية.
توجد بعض الخصائص غير العادية لهذه الموجات: متزامنة تقريبًا ولها كمون بدء قصير جدًا، ما يشير إلى عملها بشكل أسرع مما يسمح به التوصيل المشبكي؛ وانقطاع أنماطها المعروفة أحيانًا بفترات من العشوائية. شكل التحساس الذاتي الأخير أساسًا لافتراض التفاعل والانتقال بين الأنظمة الفرعية العصبية. أظهر تحليل تنشيط مناطق القشرة المخية وإيقاف تنشيطها تحولًا ديناميكيًا بين الاعتمادية والاعتمادية المتبادلة، ما يعكس طبيعة الدماغ شبه المستقرة كوظيفة لنظام ديناميكي منسق.
يظهر دور تقنيات «إف إم آر آي»، وأنظمة الأقطاب الكهربائية واسعة النطاق و«إم إي جي» جليًا في الأنماط المشاهدة في «إي إي جي» من خلال توفير التأكيد المرئي للديناميكيات المنسقة. يتيح «إم إي جي»، الذي يعمل على تحسين «إي إي جي» في التوصيف الزماني والمكاني، للباحثين تنبيه أجزاء معينة من الدماغ بإشارات بيئية ومراقبة الاستجابة في نموذج الدماغ الشمولي. بالإضافة إلى ذلك، يتميز «إم إي جي» بزمن استجابة يقارب ملي ثانية واحدة، ما يسمح بإجراء اختبار الوقت الفعلي تقريبًا للتشغيل والإيقاف النشط لأجزاء الدماغ المحددة، استجابةً للإشارات البيئية والمهام الواعية.

#### ديناميكيات التناسق الاجتماعية ومعقد فاي
يشمل المجال المتطور في ديناميكيات التناسق نظرية التناسق الاجتماعي، وهي محاولة ربط «دي سي» مع تطوير البشر الطبيعي للإشارات الاجتماعية المعقدة باتباع أنماط معينة من التفاعل. يهدف هذا العمل إلى فهم كيفية توسط شبه استقرار الشبكات العصبية في التفاعل الاجتماعي البشري. تُعد تقنيتا «إف إم آر آي» و«إي إي جي» مفيدتين في تخطيط الاستجابة المهادية القشرية للإشارات الاجتماعية في الدراسات التجريبية.
طور ج. أ. سكوت كيلسو وزملاؤه الباحثون في جامعة فلوريدا أتلانتيك نظرية جديدة باسم «معقد فاي» من أجل تقديم نتائج تجريبية لنظرية ديناميكيات التناسق الاجتماعي. في تجارب كيلسو، وُضع حاجز عاتم لفصل شخصين مشاركين في التجربة وطُلب منهما تحريك أصابعهما؛ ثم أُزيل الحاجز وطُلب من الشخصين الاستمرار في تحريك أصابعهما كما لو لم يحدث أي تغيير. بعد فترة قصيرة من الزمن، أصبحت حركات الشخصين متناسقة ومتزامنة في بعض الأحيان (لكنها استمرت في عدم التزامن أحيانًا أخرى). يوصف الارتباط ما بين «إي إي جي» والتفاعل الاجتماعي الواعي باسم فاي، وهو أحد إيقاعات الدماغ المتعددة التي تعمل في نطاق 10 هرتز. يتألف فاي من مكونين: يدعم أحدهما السلوك الانفرادي بينما يدعم الآخر السلوك التفاعلي (بين الأشخاص). قد يمكن تحليل فاي الإضافي من كشف التأثيرات الحاصلة بين الأشخاص وكذلك التأثيرات الاجتماعية للأمراض التنكسية مثل الفصام – أو قد يوفر لمحة على العلاقات الاجتماعية الشائعة مثل ديناميكيات ذكور ألفا وأوميغا، أو تأثير المتفرج الشائع الذي يصف كيفية تفريق الأشخاص للمسؤولية الشخصية في حالات الطوارئ بناءً على عدد الأفراد الحاضرين الآخرين.

### اللب الديناميكي
تشمل النظرية الثانية في شبه الاستقرار ما يُعرف باللب الديناميكي، يصف هذا المصطلح على نحو واسع المنطقة المهادية القشرية التي يُعتقد أنها مركز تكامل الوعي. تعكس فرضية اللب الديناميكي (دي سي إتش) استخدام الشبكات العصبية المتصلة وعدم استعمالها خلال تنبيه هذه المنطقة. يظهر نموذج حاسوبي مؤلف من 65,000 عصبون حسكات تفاعل العصبونات الموجودة في القشرة والمهاد على شكل تذبذبات متزامنة. يشكل هذا التفاعل بين المجموعات العصبونية المختلفة اللب الديناميكي ما قد يساعد في تفسير طبيعة التجربة الواعية. تكمن ميزة «دي سي إتش» الحاسمة في سماح الطبيعة غير المستقرة للب الديناميكي باستمرارية التكامل، عوضًا عن التفكير بشكل ثنائي حول التحولات الحاصلة بين التكامل العصبي وعدم التكامل العصبي (أي أحد الاثنين حصرًا مع عدم وجود احتمال آخر بينهما).